# Bertha Brouwer

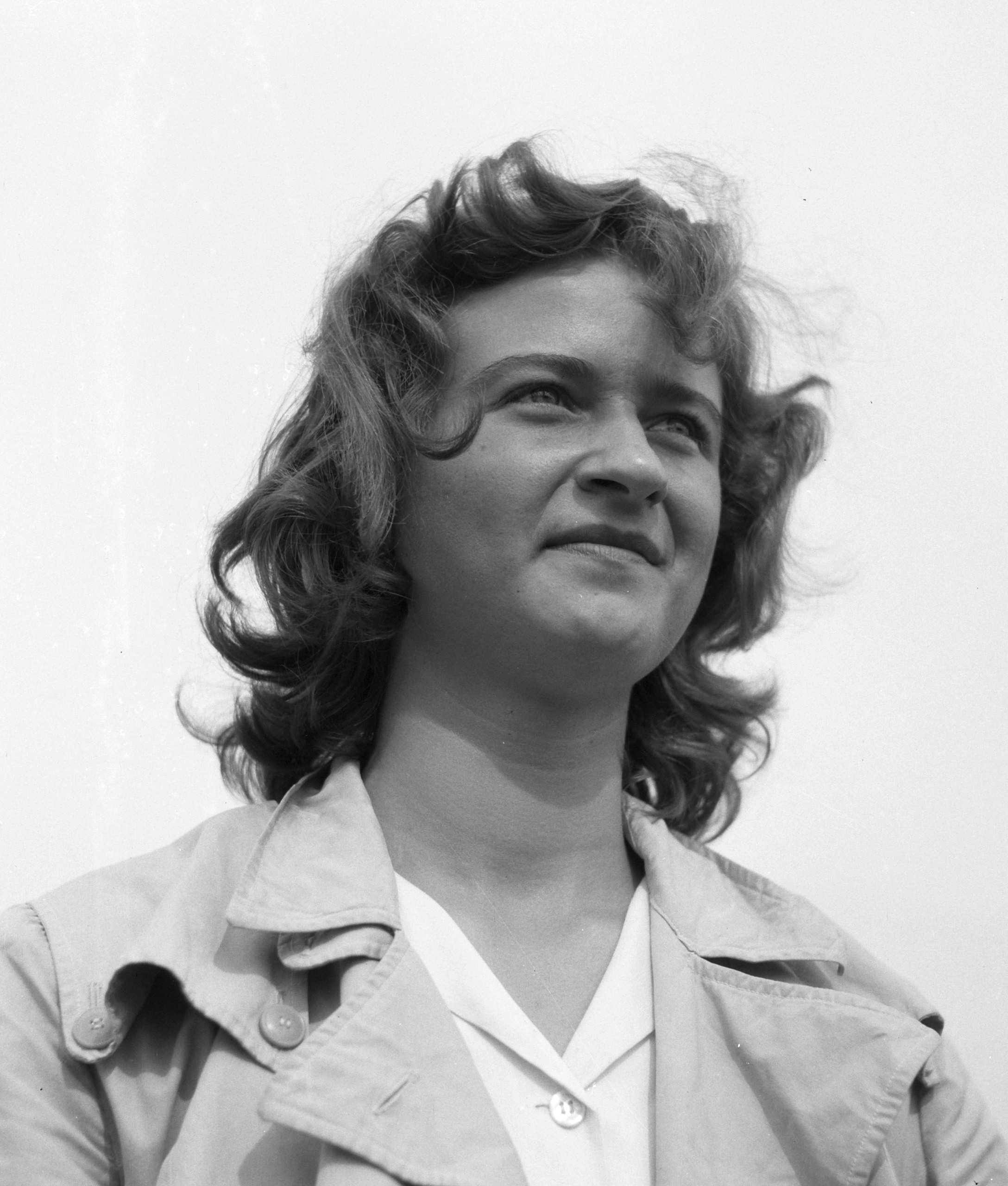
Puck Brouwer, 1950

Bertha „Puck“ Brouwer (ab 1953 Bertha van Duyne) (* 29. Oktober 1930 in Leidschendam; † 6. Oktober 2006 in Oostvoorne) war eine niederländische Sprinterin.

## Karriere
Bei den Leichtathletik-Europameisterschaften 1950 wurde sie Fünfte über 200 m in 25,0 Sekunden. In der 4-mal-100-Meter-Staffel gewann sie mit der niederländischen Mannschaft die Silbermedaille in 47,4 Sekunden hinter der Stafette aus dem Vereinigten Königreich.
Bei den Olympischen Spielen 1952 in Helsinki gewann sie in 24,2 Sekunden die Silbermedaille über 200 m hinter der Australierin Marjorie Jackson in 23,7 Sekunden und vor der Russin Nadeschda Chnykina, die ebenfalls 24,2 Sekunden lief. Mit der niederländischen Stafette erreichte Brouwer das Finale und belegte den sechsten Platz, im 100-Meter-Lauf schied sie im Halbfinale aus.
Von 1953 bis 1956 wurde sie nationale Meisterin über 100 Meter, 1953 bis 1955 siegte sie auch über 200 Meter.
Im 100-Meter-Lauf gewann sie, nun als Bertha van Duyne startend, bei den Europameisterschaften 1954 in Bern in 11,9 Sekunden Silber hinter Irina Turowa aus der Sowjetunion.
1956 war sie für die Olympischen Spiele in Melbourne nominiert. Nachdem die Mannschaftsleitung der Niederlande wegen des sowjetischen Einmarsches in Ungarn die Teilnahme an diesen Spielen absagt hatte, konnte auch van Duyne nicht starten. Sie beendete ihre Karriere kurz darauf.
Bertha van Duyne war 1,74 Meter groß und wog zu ihrer aktiven Zeit 73 kg. Ihre Bestleistung von 11,5 Sekunden über 100 Meter stellte sie 1956 auf, 1955 lief sie 24,0 Sekunden über 200 Meter.